# IC 1096
IC 1096 ist eine linsenförmige Galaxie vom Hubble-Typ S0-a im Sternbild Bärenhüter am Nordsternhimmel. Sie ist schätzungsweise 278 Millionen Lichtjahre von der Milchstraße entfernt.
Das Objekt wurde am 20. Juli 1892 von Stéphane Javelle entdeckt.